# Vem kan älska mig
Vem kan älska mig är ett albumspår med Carola. Låten är skriven av Carola Häggkvist och producerad av Thomas G:son. Albumspåret framfördes i bland annat Allsång på Skansen".